# ناوچه کلاس کولونی
ناوچه کلاس کولونی (به انگلیسی: Colony-class frigate) یک کلاس از کشتی است که طول آن ۳۰۳ فوت ۱۱ اینچ (۹۲٫۶۳ متر) می‌باشد.